# 제러미 섬프터
제러미 섬프터(영어: Jeremy Sumpter, 1989년 2월 5일 ~ )는 미국의 배우이다.

## 출연 작품
- 더 언브로큰 (2016)
- 골드 랜섬 (2016)
- 스퀴즈 (2015)
- 애니멀(영어판) (2014)
- 더 컬링 (2014)
- 인투 더 스톰 (2014)
- 익시젼 (2012)
- 소울 서퍼 (2011)
- 유어 소 큐피드! (2010)
- 캘빈 마샬 (2009)
- 아메리칸 크라임 (2007)
- 새스콰치 갱 (2006)
- 클럽하우스 (2004)
- 피터팬 (2003)
- Just a Dream (2002)
- 로컬 보이즈 (2002)
- 프레일티 (2001)